# Шувакишский лесопарк
Шува́кишский лесопа́рк — особо охраняемая природная территория площадью более 2000 гектаров в Орджоникидзевском районе Екатеринбурга. Является одним из крупнейших лесопарков города, административно относится к Верх-Исетскому лесничеству. Восточная часть облагорожена, оборудована для отдыха и выделена в городской парк Победы.
На территории лесопарка находится озеро Шувакиш, железнодорожная ветка и линия электропередач. По территории парка проходит часть экологического маршрута, носящего имя Н. И. Кузнецова.

## История
Начало антропогенного влияния на территорию будущего лесопарка относят к концу 1920-х годов и связывают с бурением артезианских скважин на восточном берегу озера Шувакиш с целью водоснабжения строившегося в то время Уралмашзавода и соцгорода Уралмаш. В результате уровень воды в озере существенно снизился, а его северо-восточная часть обмелела и со временем превратилась в болото, несмотря на консервацию скважин.
В годы Великой Отечественно войны в восточной части парка была обустроена трасса для испытаний танков, выпускавшихся на Уралмашзаводе. Впоследствии вдоль сохранившейся трассы были построены гаражный массив и беседки для отдыха. В конце 1940-х годов существенная часть территории парка была отдана под размещение коллективных садов и кирпичного завода.
В середине 1970-х годов по территории лесопарка вдоль восточного берега Шувакиша была проложена железнодорожная ветка, соединившая площадку Уралмашзавода с посёлком Красное.
В 1975 году в честь 30-летней годовщины Победы в Великой Отечественной войне восточная часть парка была облагорожена и получила название «парк Победы».

## Описание
Лесопарк находится на северо-западной окраине Екатеринбурга на границе Орджоникидзевского и Железнодорожного районов. С севера территория парка ограничена кольцевой дорогой, с юга и запада — Серовским трактом, с востока — жилыми застройками района Уралмаш. Площадь лесопарка в разных источниках оценивается в пределах от 2012—2037 до 2127—2150 гектаров, что делает его одним из крупнейших в городе.
Рельеф парка преимущественно ровный с понижением в сторону озера Шувакиш. Растительность представлена сосново-берёзовыми лесами с примесью ольхи, осины и лиственницы. Средний возраст деревьев оценивается в 95—120 лет. Также на территории парка высаживались дубы, вязы и клёны. Подлесок представлен ивой, черёмухой, жимолостью, шиповником, рябиной и малиной.
В лесопарке благоустроены пешеходные дорожки, функционирует лыжная база. В парке Победы построены беседки и зоны отдыха вокруг небольшого озера, летнее кафе.

### Тропа Кузнецова
В 1986 году в честь 75-летия со дня рождения Н. И. Кузнецова была обустроена экологическая тропа длиной 25 км, названная в честь знаменитого разведчика. Маршрут начинается от памятника Кузнецову и проходит через Шувакишский лесопарк до Чёртова городища. По территории парка проходит около 5 км маршрута, начинаясь от главного входа в парк Победы, проходя вдоль бывшей танковой дороги и заканчиваясь у Пышминского родника. На протяжении маршрута находятся пять стоянок для отдыха и три спортивные площадки.

## Галерея
- Вид с высоты, в центре озеро Шувакиш
- Восточный берег озера Шувакиш
- Озеро Шувакиш
- Парк летом
- Парк осенью
- Парк зимой
- Памятная плита и куски крицы на месте Шувакишского завода

- ЕКАД ограничивает парк с юга
- Ж/д ветка Комсомольская — Садовая около парка Победы
- ЛЭП на территории парка
- Вход в парк Победы с улицы Кировградской
- Озеро в парке Победы
- Аллея в парке Победы
- Памятная табличка Н. И. Кузнецову у входа в парк Победы